# San Miguel del Valle (kommun)
San Miguel del Valle är en kommun i Spanien.   Den ligger i provinsen Provincia de Zamora och regionen Kastilien och Leon, i den nordvästra delen av landet, 230 km nordväst om huvudstaden Madrid. Antalet invånare är 174.